# Karl Suneson
Karl Ossian Militz Suneson (Bankeryd, 30 de junio de 1975) es un deportista sueco que compitió en vela en la clase Laser.
Ganó tres medallas en el Campeonato Mundial de Laser entre los años 1996 y 2002, y tres medallas en el Campeonato Europeo de Laser entre los años 1998 y 2002.
Participó en dos Juegos Olímpicos de Verano, en los años 2000 y 2004, ocupando el sexto lugar en Atenas 2004, en la clase Laser.

## Palmarés internacional
| \| Campeonato Mundial \| Campeonato Mundial \| Campeonato Mundial \| Campeonato Mundial \| \| Año \| Lugar \| Medalla \| Clase \| \| ------------------ \| ------------------------ \| ------------------ \| ------------------ \| \| 1996 \| Simon's Town (Sudáfrica) \| Medalla de plata \| Laser \| \| 1999 \| Melbourne (Australia) \| Medalla de bronce \| Laser \| \| 2002 \| Hyannis (Estados Unidos) \| Medalla de plata \| Laser \| \| Campeonato Europeo \| \| \| \| \| Año \| Lugar \| Medalla \| Clase \| \| 1998 \| Breitenbrunn (Austria) \| Medalla de plata \| Laser \| \| 1999 \| Helsinki (Finlandia) \| Medalla de plata \| Laser \| \| 2002 \| Vallensbæk (Dinamarca) \| Medalla de oro \| Laser \| |                          |                   |       |
| Campeonato Mundial |                          |                   |       |
| Año | Lugar                    | Medalla           | Clase |
| 1996 | Simon's Town (Sudáfrica) | Medalla de plata  | Laser |
| 1999 | Melbourne (Australia)    | Medalla de bronce | Laser |
| 2002 | Hyannis (Estados Unidos) | Medalla de plata  | Laser |
| Campeonato Europeo |                          |                   |       |
| Año | Lugar                    | Medalla           | Clase |
| 1998 | Breitenbrunn (Austria)   | Medalla de plata  | Laser |
| 1999 | Helsinki (Finlandia)     | Medalla de plata  | Laser |
| 2002 | Vallensbæk (Dinamarca)   | Medalla de oro    | Laser |